# Владислав Пульнарович
Владислав Пульнаро́вич (пол. Władysław Pulnarowicz; 12 квітня 1889, Турка — ? червень 1941, Львів) — польський політик, історик і краєзнавець Турківщини.

## Життєпис
Народився у Турці в родині службовця. Батько Юзеф Пульнарович був начальником пожежної частини міста, мати — Емілія з дому Яцкуляк. Закінчив гімназію у Львові, був членом таємної військової організації яка повстала в 1908 році та готувалася до збройної боротьби за здобуття незалежності Польщі. Під час першої світової війни служив у Легіонах польських. З 1918 до 1932 році був головою каси взаємодопомоги хворим у Турці. Обирався членом міської та повітової рад. Одночасно вивчав історію Турківщини, результатом цієї роботи була книга "Біля джерел Сяну, Стрия і Дністра: Історія Турківського повіту.
В 1935 став сенатором III каденції (1930—1935). Входив у Безпартійний блок співпраці з урядом. Знову був обраний сенатором IV (1935—1938) і V (1938—1939) каденцій від Львівського воєводства за списком Табору національного об'єднання. Працював у комісіях соціальної опіки, де був секретарем.
Після поразки Польщі у Польській кампанії переховувся у Львові. Навесні його дружина і дві дочки були вивезені до Казахстану, а він був на деякий час заарештований. Після звільнення за неясних обставин зробив спробу втечі до Угорщини, але був затриманий на кордоні й ув'язнений у львівських «Бригідках» 8-го липня 1940 році 17 квітня 1941 році за постановою військового прокурора його справу було передано до військового суду. Військовим трибуналом 6-ї армії Спеціального Київського військового округу засуджений на смерть 16 травня 1941 році. Був розстріляний разом зі своїм сином Яном, засудженим на 5 років позбавлення волі, у Львові перед самим вступом німецької армії.

## Твори
- U źródeł Sanu, Stryja i Dniestru: (historja powiatu turczańskiego) (1929) (пол.)
- Rycerstwo polskie Podkarpacia (dawne dzieje i obecne obowiązki szlachty zagrodowej na Podkarpaciu) (1937) (пол.)